# Albinegros de Orizaba
El Club Albinegros de Orizaba fue un equipo de fútbol en la ciudad de Orizaba, en Veracruz, México, fundado en 1898 con el nombre Orizaba Athletic Club, que jugó en la Serie A de la Segunda División de México. En diciembre de 2019 el equipo fue desafiliado por la FMF al formar parte de la misma razón social que el Club Deportivo Veracruz.

## Historia
Una de las primeras industrias asentadas en Orizaba durante la época de Porfirio Díaz fue la de “El Yute”, fundada en 1879, la cual tenía un pequeño campo anexo, sede de los primeros juegos de fútbol en el país. La plantilla de trabajadores textiles introdujeron la práctica del fútbol en México (este deporte se había reglamentado unas décadas antes en la Gran Bretaña). 
“Los primeros partidos se jugaron incluso sin porterías, mucho menos con árbitro. Se dedicaban solamente a patear el cuero e imaginar el arco” comenta Efraín Huerta Gómez, cronista municipal.
Fue en 1898 cuando un escocés llamado Duncan Macomish, recién desembarcado de Veracruz y amante del fútbol, fundó “Fibras duras del Yute”, que casi inmediatamente pasó a llamarse Orizaba Athletic Club, como consta en libros internos de la factoría “El Yute”, presentes en el Archivo Municipal de Orizaba.
La época de bonanza en “El Yute” duró poco, ya que, en el mismo 1898 una huelga estalló en la fábrica y como consecuencia la mayoría de los trabajadores escoceses emigraron hacia la Ciudad de México.

### El primer campeón, la desaparición y el renacimiento
En 1902 se constituyó la Liga Mexicana de Football Amateur Association, con cinco equipos: "Orizaba Athletic Club", "Pachuca Athletic Club", "Reforma Athletic Club", "México Cricket Club" y "British Club", terminando con todo éxito la primera competencia formal siendo el Orizaba Athletic Club el que resultó triunfante y por ello es este equipo el primer campeón de fútbol que tuvo México. Luego de esa temporada hubo problemas internos y es así que el Orizaba, primer campeón de México deja de participar en el torneo nacional y desaparece. Para 1906 Orizaba Athletic Club se integró a la "Liga Veracruzana".

### Actualidad
En Segunda División se quedó estancado hasta que Orizaba se integra a la Primera División "A". No tuvo mucho éxito y desapareció al finalizar la temporada de verano 2002, pero el presidente de Bachilleres de Guadalajara, Juan Manuel García, decide cambiar de sede al conjunto de Bachilleres y resucita al club de Orizaba bajo el nombre de Albinegros de Orizaba. También registró un Orizaba en Segunda División y se hizo filial de Pumas de la UNAM de Primera División.
Al terminar dicho torneo con una mala posición en la tabla (casi desciende a Segunda) se vende la franquicia para convertirse en Lagartos de Tabasco. Pero el equipo de Segunda se conservó y son los actuales albinegros.
En el Torneo Clausura 2007, el equipo terminaó en octavo lugar de la tabla general de la segunda división profesional, fue campeón goleador por equipos con 37 anotaciones, calificó entre los 8 mejores, pero cayó en octavos de final ante su acérrimo rival Tiburones Rojos de Córdoba.
Para el torneo apertura 2008 fue comprado por un empresario orizabeño, el Lic. Fidel Kuri Grajales, iniciando una nueva etapa de fútbol en el equipo en lo que será su 110° aniversario. Cabe señalar que la directiva del equipo llegó a un acuerdo para que el equipo sea filial de los Rayos del Necaxa de la Primera División.
El 10 de diciembre de 2008 se informó que la franquicia que operaba con el nombre de Tiburones Rojos de Coatzacoalcos, se mudó a partir del Torneo Clausura 2009 de la Primera División “A” a la ciudad de Orizaba con el nombre de Albinegros.
Durante una reunión extraordinaria de la rama celebrada en esta ciudad, se hizo oﬁcial que Félix Martínez, quien era presidente del ahora desaparecido Tiburones Rojos de Coatzacoalcos llegó a un acuerdo para el traslado del equipo.
Para el Apertura 2009 cambió de sede de estadio trasladándose al Estadio Luis "Pirata" Fuente en Veracruz, mientras remodelaban su estadio local Estadio Socum, Poco después en 2011, se le terminó el permiso para jugar en el Estadio Luis "Pirata" Fuente, debido a que Fidel Kury Grajales no llegó a un acuerdo con el Gobierno del Estado para la conclusión del Estadio Socum y la franquicia tuvo que mudarse hacia La Piedad, Michoacán.
Actualmente, se conserva la franquicia de Segunda División Premier, la cual consiguió ganar el título de la Serie B en el Torneo Clausura 2018. Sin embargo, desde febrero de 2018 el equipo tiene como sede el Estadio Luis "Pirata" Fuente, luego de un desacuerdo comercial entre los propietarios del Estadio Socum y la directiva del equipo.

## Evolución del Uniforme
|  |  |  |  |  |  |

### Uniformes anteriores
- 2018-2019

| Primer Uniforme | Segundo Uniforme |

- 2017-2018

| Primer Uniforme | Segundo Uniforme |

## Estadio

### Socum

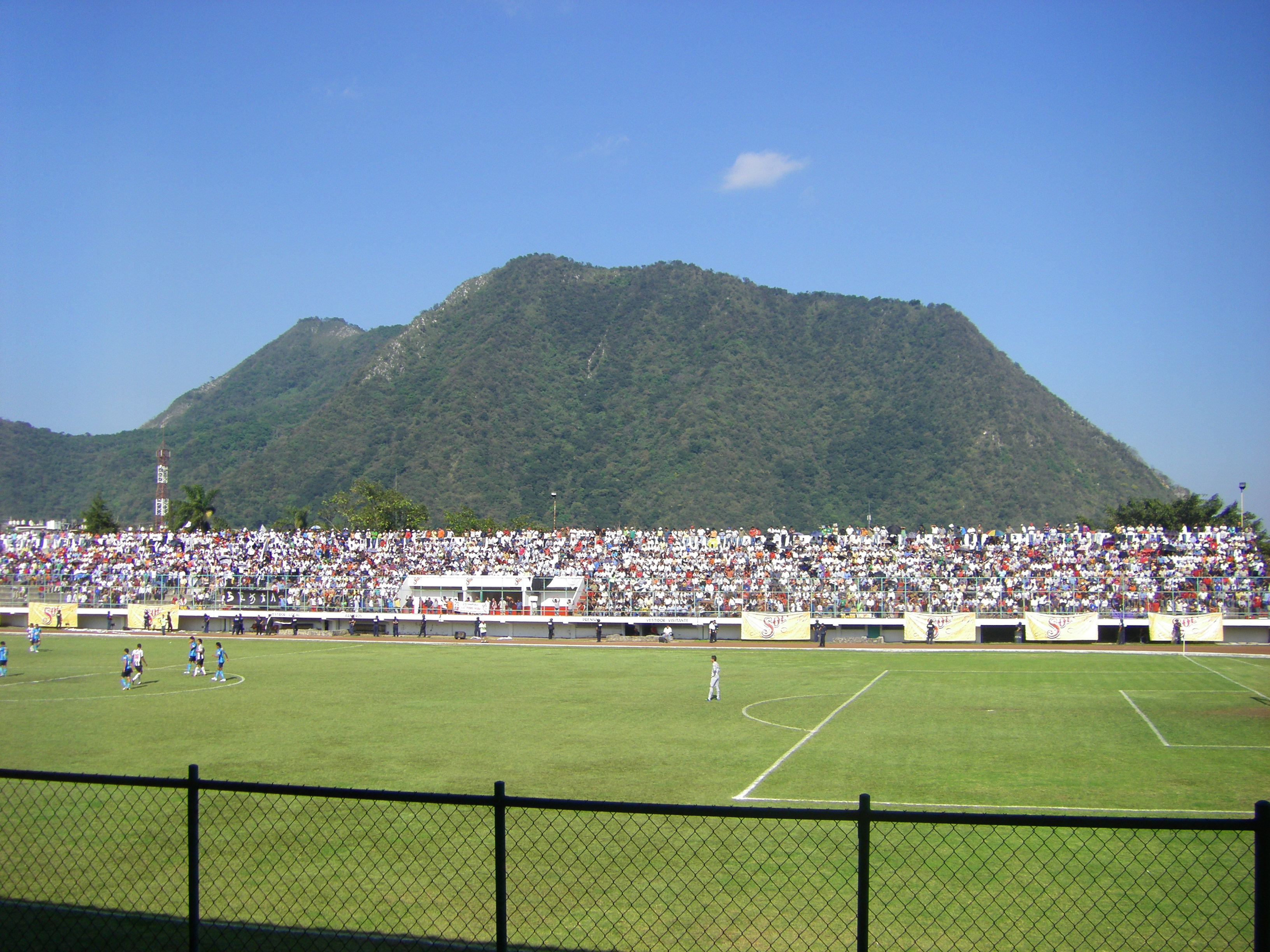
Estadio Socum.

El Estadio Socum está ubicado en la ciudad de Orizaba en el estado de Veracruz, México. Es uno de los estadios más antiguos en México, construido en 1899.
Está ubicado en el centro-norte de la ciudad. Tiene capacidad para 7000 espectadores sentados (aunque se comenzó a remodelar para cumplir los requisitos de la liga) y es donde juega el equipo Albinegros de Orizaba.

### Luis "Pirata" Fuente
Desde febrero de 2018, Albinegros de Orizaba juega como local en el Estadio Luis "Pirata" Fuente, ubicado en la localidad de Veracruz perteneciente al municipio de Boca del Río. Fue inaugurado el 17 de marzo de 1967 y tiene una capacidad para 28,703 espectadores.

## Palmarés
| Competición nacional                              | Títulos       | Subcampeonatos |
| ------------------------------------------------- | ------------- | -------------- |
| Segunda División de México (1)                    | Clausura 2018 |                |
| Liga Mexicana de Football Amateur Association (1) | 1902-1903.    |                |
| Tercera División de México (1)                    | 1971-1972     |                |

## Temporadas
| Temporada     | División          | Posición                 |
| ------------- | ----------------- | ------------------------ |
| Apertura 2005 | 3.Serie A         | 8.º Zona Sur             |
| Clausura 2006 | 3.Serie A         | 4.º Zona Sur             |
| Apertura 2006 | 3.Serie A         | 6.º Zona Sur             |
| Clausura 2007 | 3.Serie A         | 7.º Zona Sur             |
| Apertura 2007 | 3.Serie A         | 3.º Z S Octavos          |
| Clausura 2008 | 3.Serie A         | 5.º Zona Sur             |
| Apertura 2008 | 3.Serie A         | 5.º Zona Sur             |
| Clausura 2009 | 3.Serie A         | 2.º Z S Cuartos          |
| Apertura 2009 | 3.Serie A         | 8.º Grupo I              |
| Clausura 2010 | 3.Serie A         | 5.º GI Cuartos           |
| Apertura 2010 | 3.Serie A         | 12.º Zona Sur            |
| Clausura 2011 | 3.Serie A         | 13.º Zona Sur            |
| Apertura 2011 | 3.Serie A         | 5.º GII Octavos          |
| Clausura 2012 | 3.Serie A         | 3.º GII Cuartos          |
| Apertura 2012 | 3.Serie A         | 15.º Grupo II            |
| Clausura 2013 | 3.Serie A         | 9.º Grupo II             |
| Apertura 2013 | 3.Serie A         | 12.º Grupo II            |
| Clausura 2014 | 3.Serie A         | 4.º GII Cuartos          |
| Apertura 2014 | 3.Serie A         | 3.º GII Cuartos          |
| Clausura 2015 | 3.Serie A         | 8.º Grupo II             |
| Apertura 2015 | 3.Serie A         | 14.º Grupo III           |
| Clausura 2016 | 3.Serie A         | 8.º Grupo III            |
| Apertura 2016 | 3.Serie A         | 3.º GIII Semifinal       |
| Clausura 2017 | 3.Serie A         | 9.º Grupo III            |
| Apertura 2017 | 4.Segunda Serie B | 2.º Grupo II (Semifinal) |
| Clausura 2018 | 4.Segunda Serie B | 1.º Grupo II (Campeón)   |
| 2018/2019     | 3.Serie A         | 12.º Grupo II            |

## Albinegros "B"
| Temporada | División           | Posición                   |
| --------- | ------------------ | -------------------------- |
| 2014/2015 | 5.Tercera División | 6.º Grupo III              |
| 2015/2016 | 5.Tercera División | 3.º GIII (Treintaidosavos) |
| 2016/2017 | 5.Tercera División | 2.º Grupo III (Octavos)    |
| 2017/2018 | 5.Tercera División | 1.º GII (Treintaidosavos)  |
| 2018/2019 | 5.Tercera División | 3.º GII (Dieciseisavos)    |